# 1970 FIFAワールドカップ・アジア・オセアニア予選
1970 FIFAワールドカップ・アジア・オセアニア予選は、アジア・オセアニア地区の1970 FIFAワールドカップ・予選である。アジアサッカー連盟とオセアニアサッカー連盟から6チームが参加して行われた。
北朝鮮は2次予選から参加する予定だったが、2次予選で同組になったイスラエルとの対戦を拒否し参加を辞退した。予選は3つのラウンドに分かれる。
- 1次予選: イスラエル、ニュージーランド、ローデシア（アフリカサッカー連盟に未加盟でオセアニア枠として予選に出場）は2次予選から参加する。残りの3チーム、オーストラリア、日本、韓国は韓国を会場として2回戦総当り制で戦う。グループ1位が2次予選に進出する。
- 2次予選: 4チームは2チームずつ2グループに別れ、2回戦総当り制で戦う。各グループの勝者が最終予選に進出する。
- 最終予選: 参加2チームがホームアンドアウェー方式で戦う。勝者が本大会出場権を獲得する。

## 1次予選
| 順位 | チーム         | 点 | 試 | 勝 | 分 | 敗 | 得 | 失 | 差 |
| ---- | -------------- | -- | -- | -- | -- | -- | -- | -- | -- |
| 1    | オーストラリア | 6  | 4  | 2  | 2  | 0  | 7  | 4  | 3  |
| 2    | 韓国           | 4  | 4  | 1  | 2  | 1  | 6  | 5  | 1  |
| 3    | 日本           | 2  | 4  | 0  | 2  | 2  | 4  | 8  | −4 |

| 1969年10月10日 |

| オーストラリア                                                          | 3 – 1         | 日本        |
| トム・マッコール 5分 · 小城得達 (オウンゴール) 68分 · レイ・バーツ 69分 | レポート(JFA) | 11分 渡辺正 |

| ソウル 主審: Nice |

| 1969年10月12日 |

| 韓国                     | 2 – 2         | 日本                          |
| 金基福 8分 · 朴秀一 39分 | レポート(JFA) | 33分 宮本輝紀 · 50分 桑原楽之 |

| ソウル 主審: Cheung Tang-Sun |

| 1969年10月14日 |

| 韓国             | 1 – 2 | オーストラリア                       |
| Lee Lee-Woo 45分 |       | 37分 Watkiss · 82分 トム・マッコール |

| ソウル 主審: Suppiah |

| 1969年10月16日 |

| オーストラリア        | 1 – 1         | 日本         |
| トム・マッコール 39分 | レポート(JFA) | 4分 宮本輝紀 |

| ソウル 主審: Suvaree |

| 1969年10月18日 |

| 韓国              | 2 – 0         | 日本 |
| 鄭康芝 16分, 40分 | レポート(JFA) |      |

| ソウル 主審: Lee Kan Chi |

| 1969年10月20日 |

| 韓国        | 1 – 1 | オーストラリア    |
| 朴秀一 29分 |       | 58分 レイ・バーツ |

| ソウル 主審: Nice |

オーストラリアが2次予選に進出。

## 2次予選

### グループ1
| 順位 | チーム         | 点 | 試 | 勝 | 分 | 敗 | 得 | 失 | 差 |
| ---- | -------------- | -- | -- | -- | -- | -- | -- | -- | -- |
| 1=   | オーストラリア | 2  | 2  | 0  | 2  | 0  | 1  | 1  | 0  |
| 1=   | ローデシア     | 2  | 2  | 0  | 2  | 0  | 1  | 1  | 0  |

| 1969年11月23日 | ローデシア | 1 – 1 | オーストラリア | ロレンソ・マルケス, モザンビーク |  |
|                | Chalmers   |       | McColl         | 主審: Ribeiro                    |  |

| 1969年11月27日 | ローデシア | 0 – 0 | オーストラリア | ロレンソ・マルケス, モザンビーク |  |
|                |            |       |                | 主審: Ribeiro                    |  |

2試合合計スコア1-1で並んだため、最終予選に進出するチームを決定するためプレーオフが開催された。
| 1969年11月29日 | ローデシア | 1 – 3 | オーストラリア      | ロレンソ・マルケス, モザンビーク |  |
|                | Chalmers   |       | Rutherford · Warren | 主審: Ribeiro                    |  |

オーストラリアが最終予選に進出。

### グループ2
| 順位 | チーム           | 点       | 試       | 勝       | 分       | 敗       | 得       | 失       | 差       |
| ---- | ---------------- | -------- | -------- | -------- | -------- | -------- | -------- | -------- | -------- |
| 1    | イスラエル       | 4        | 2        | 2        | 0        | 0        | 6        | 0        | +6       |
| 2    | ニュージーランド | 0        | 2        | 0        | 0        | 2        | 0        | 6        | −6       |
| —    | 北朝鮮           | 参加辞退 | 参加辞退 | 参加辞退 | 参加辞退 | 参加辞退 | 参加辞退 | 参加辞退 | 参加辞退 |

| 1969年9月28日 | イスラエル                                           | 4 – 0 | ニュージーランド | テルアビブ, イスラエル |  |
|               | Spiegler 48分 · Spiegel 65分 · Feigenbaum 72分, 86分 |       |                  | 主審: Nassiri          |  |

| 1969年10月1日 | イスラエル                   | 2 – 0 | ニュージーランド | テルアビブ, イスラエル |  |
|               | Spiegler 24分 · Spiegel 33分 |       |                  | 主審: Nassiri          |  |

イスラエルが最終予選に進出。
北朝鮮はイスラエルとの試合を拒否、参加を辞退した。

### 最終予選
| チーム #1  | 合計 | チーム #2      | 第1戦 | 第2戦 |
| ---------- | ---- | -------------- | ----- | ----- |
| イスラエル | 2–1  | オーストラリア | 1–0   | 1–1   |

#### 第1戦
| 1969年12月4日 |

| イスラエル   | 1 – 0 | オーストラリア |
| Spiegel 18分 |       |                |

| ラマト・ガン・スタジアム, ラマト・ガン 主審: Ferdinand Marschall |

#### 第2戦
| 1969年12月14日 |

| オーストラリア | 1 – 1 | イスラエル    |
| Watkiss 88分   |       | 79分 Spiegler |

| シドニー・スポーツグラウンド, シドニー 主審: Ferdinand Marschall |

イスラエルが本大会出場権を獲得した。